# リップ・ライナー

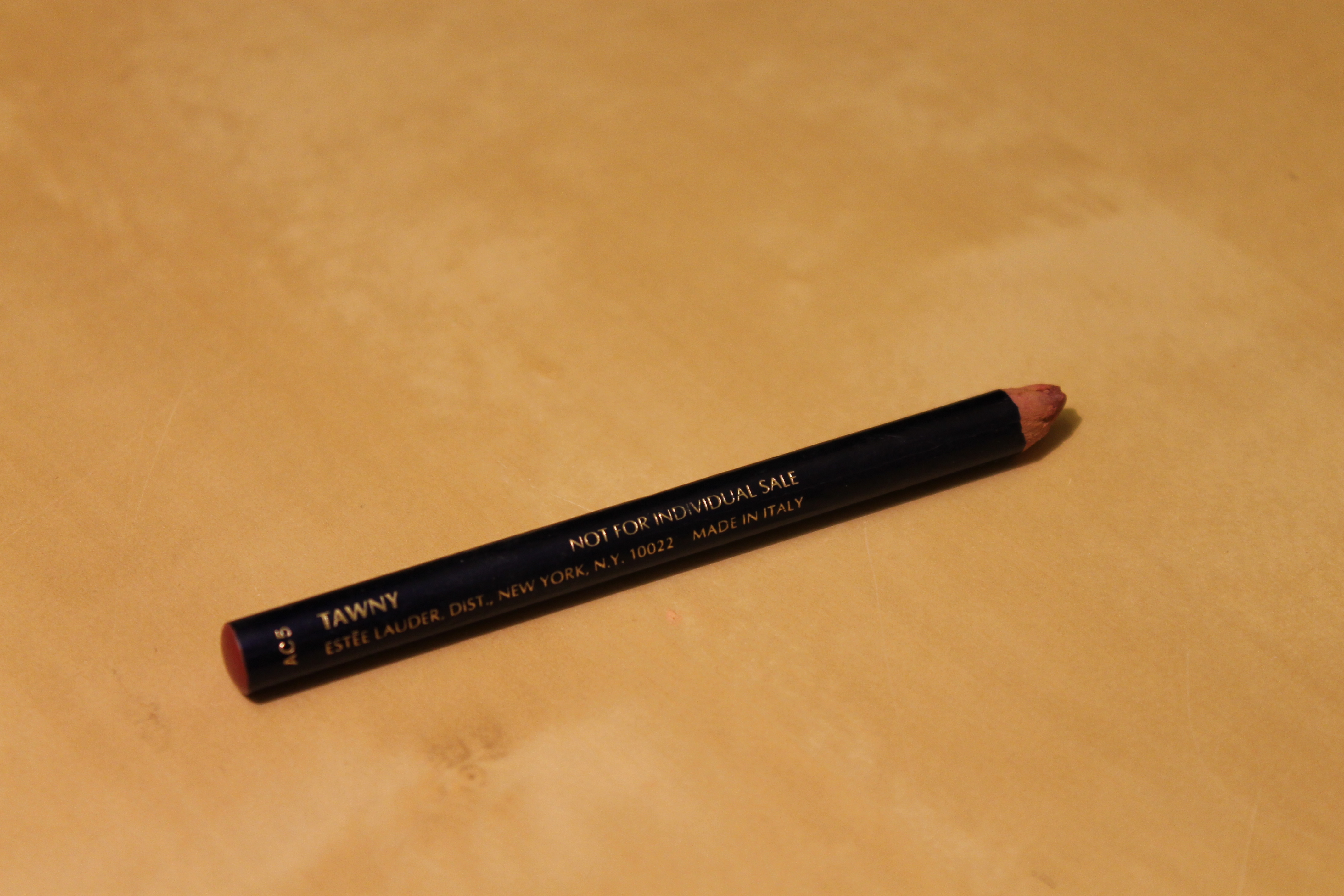
リップ・ライナー

リップ・ライナー（英語: Lip liner）またはリップ・ペンシル（英語: Lip pencil）は、化粧品である。口紅を塗る前に、唇の外縁のムラがある箇所を埋めることにより、なめらかな形をもたらすことができる。また、唇の輪郭を描くために使うことにより、口紅が唇から流れ出ることを防ぎ、唇のコントラストをより明確にすることができる。そのほかに、口紅を塗る前にリップ・ライナーを唇全体に塗ったり、リップ・ライナー自体を口紅として塗ったりするという使用方法もある。大抵の場合、伸縮自在のチューブ型、もしくは、削ることができる鉛筆型で販売されている。口紅と同じように、赤、ピンク、茶、紫などといった色がある。また、唇の色を変えずに、なめらかな唇に見せるための透明なタイプのものも存在する。

## 成分
リップ・ライナーは、口紅と同様に、オイルとワックスと色素で作られている。口紅と比べて、リップ・ライナーは堅くて着色が強いので、唇に正確な線を描くことに適している。以上のような理由から、リップ・ライナーに含まれるオイルの成分は口紅よりも少なめで、ワックスと色素の成分は多めに配合されている。用いられているワックスは、木蝋がポピュラーである。

## ブランド
リップ・ライナーを生産しているデザイナーズ・ブランドには、シャネル、ディオール、マーク・ジェイコブスなどがある。そのほかに、アーバン・ディケイ、クリニーク、MACといったブランドも、リップ・ライナーを生産している。